# Sgonico
Sgonico (słow. Zgonik) – miejscowość i gmina we Włoszech, w regionie Friuli-Wenecja Julijska, w prowincji Triest.
Według danych na rok 2004 gminę zamieszkiwały 2184 osoby, 70,5 os./km².

## Miejscowości
W gminie poza jej siedzibą są następujące miejscowości (frazioni):
- Borgo Grotta Gigante (Briščiki)
- Bristie (Brišče)
- Campo Sacro (Božje Polje)
- Colludrozza (Koludrovica)
- Devincina (Devinščina)
- Gabrovizza (Gabrovec)
- Rupinpiccolo (Repnič)
- Sagrado (Zagradec)
- Sales (Salež)
- Samatorza (Samatorca)
- Stazione di Prosecco (Proseška postaja)